# Exorista cuneata
Exorista cuneata är en tvåvingeart som beskrevs av Herting 1971. Exorista cuneata ingår i släktet Exorista och familjen parasitflugor. Inga underarter finns listade i Catalogue of Life.